# Syntormon vanduzeei
Syntormon vanduzeei är en tvåvingeart som beskrevs av Charles Howard Curran 1931. Syntormon vanduzeei ingår i släktet Syntormon och familjen styltflugor. Inga underarter finns listade i Catalogue of Life.